# Мистер Одиночество
«Мистер Одиночество» (англ. Mister Lonely) — фильм Хармони Корина, вышедший на экраны в 2007 году. Сценарий режиссёру помог написать его брат, Эви Корин.

## Сюжет
В фильме «Мистер Одиночество» существуют две несвязанные между собой сюжетные линии: история молодого американского парня, который живёт в Париже и зарабатывает деньги на жизнь тем, что изображает на улицах и изредка на различных шоу Майкла Джексона. Место действия второй сюжетной линии — одна из стран третьего мира. Сёстры Милосердия помогают местному населению, сбрасывая с самолётов продовольствие. Случайно с самолёта падает одна из монахинь. Во время падения женщина молится, и падает на землю абсолютно невредимая.
В доме престарелых, куда «Майкла» пригласили для развлечения стариков, он знакомится с «Мэрилин Монро», также приглашённой для участия в увеселительном шоу. Она рассказывает парню о том, что в горах Шотландии есть небольшая коммуна двойников, которой руководит её муж, двойник Чарли Чаплина, и приглашает его поехать туда вместе с ней. «Майкл» соглашается. Поначалу всё идёт хорошо, он вливается в коллектив, правда не совсем ладит с «Чарли», который небезосновательно подозревает, что «Майкл» влюблён в его жену. Двойники занимаются сельским хозяйством, пасут овец, и готовят шоу, которое, по их мнению, должно будет стать лучшим шоу в истории человечества. Но на шоу приходит лишь несколько человек, овцы заболевают и их приходится забить, а «Мэрилин» кончает с собой. «Майкл» возвращается в Париж, и пытается прекратить жизнь двойника.
Выжившая монахиня начинает агитировать своих сестёр на прыжки с самолёта без парашюта. Она утверждает, что если человек во время подобного падения будет молиться, то Бог защитит его. Чтобы показать, что они находятся под защитой Бога, все монахини начинают прыгать с самолёта, и действительно остаются живы. Об этом чуде узнаёт сам Папа Римский, и приглашает женщин в Ватикан, но самолёт, на котором они вылетают, падает в океан. Все, кто был на борту, погибают.

## В ролях
| Актёр            | Роль                          |
| ---------------- | ----------------------------- |
| Диего Луна       | двойник Майкла Джексона       |
| Саманта Мортон   | двойник Мэрилин Монро         |
| Дени Лаван       | двойник Чарли Чаплина         |
| Вернер Херцог    | отец Умбрилло                 |
| Джеймс Фокс      | двойник Папы римского         |
| Анита Палленберг | двойник Елизаветы II          |
| Лео Каракс       | Ренар                         |
| Джозеф Морган    | двойник Джеймса Дина          |
| Ричард Стрэйндж  | двойник Авраама Линкольна     |
| Мелита Морган    | двойник певицы Мадонны        |
| Бритта Гартнер   | монахиня                      |
| Рэйчел Корин     | Красная Шапочка               |
| Джейсон Пенникук | двойник Сэмми Дэвиса младшего |
| Эсме Крид-Майлз  | двойник Ширли Темпл           |

## Дополнительные факты
- Фильм разделён на несколько частей, названиями которых являются названия песен Майкла Джексона: «Man in the Mirror», «Beat It», «Thriller», «You Are Not Alone».